# Opisthoncus nigrofemoratus
Opisthoncus nigrofemoratus là một loài nhện trong họ Salticidae.
Loài này thuộc chi Opisthoncus. Opisthoncus nigrofemoratus được Ludwig Carl Christian Koch miêu tả năm 1867.